# Leonid Kostandow
Leonid Arkadjewicz Kostandow (ros. Леони́д Арка́дьевич Коста́ндов, ur. 27 listopada 1915 w Kerkach, zm. 5 września 1984 w Lipsku) – radziecki polityk, wicepremier ZSRR (1980–1984).

## Życiorys
Urodzony w rodzinie ormiańskiej, od 1930 był maszynistą w zakładzie bawełny, później brygadzistą w fabryce w Czardżou (obecnie Türkmenabat), w latach 1935–1940 studiował w Moskiewskim Instytucie Inżynierii Chemicznej. Od 1940 kolejno inżynier, szef warsztatu, główny mechanik i dyrektor kombinatu elektrochemicznego w Chirchiqu, od 1942 członek WKP(b), w latach 1953–1958 szef Głównego Zarządu Przemysłu Azotowego Ministerstwa Przemysłu Chemicznego ZSRR/Państwowego Komitetu Rady Ministrów ZSRR ds. Chemii, 1958–1961 zastępca, a 1961–1963 I zastępca przewodniczącego Państwowego Komitetu Rady Ministrów ZSRR ds. Chemii. W 1963 przewodniczący Państwowego Komitetu ds. Chemii przy Państwowym Komitecie Planowania Rady Ministrów ZSRR, od 1963 do stycznia 1964 przewodniczący Państwowego Komitetu Inżynierii Chemicznej i Naftowej przy Państwowym Komitecie Planowania Rady Ministrów ZSRR - minister ZSRR, od stycznia 1964 do 2 października 1965 przewodniczący Komitetu ds. Przemysłu Chemicznego przy Państwowym Komitecie Planowania Rady Ministrów ZSRR, od 2 października 1965 do 4 listopada 1980 minister przemysłu chemicznego ZSRR. Od 8 kwietnia 1966 do 30 marca 1971 zastępca członka KC KPZR, od 9 kwietnia 1971 do końca życia członek KC KPZR, od 4 listopada 1980 do śmierci zastępca przewodniczącego Rady Ministrów ZSRR. Deputowany do Rady Najwyższej ZSRR od 7. do 11. kadencji. Pochowany na Cmentarzu przy Murze Kremlowskim.

## Odznaczenia i nagrody
- Order Lenina (trzykrotnie)
- Order Czerwonego Sztandaru Pracy
- Nagroda Leninowska (1960)
- Nagroda Stalinowska (1951)
- Order „Znak Honoru” (dwukrotnie)